# Erich Müller (Zahnmediziner)
Erich Müller (* 2. Dezember 1899 in Leichlingen (Rheinland); † 31. Juli 1992 in Schwäbisch Gmünd) war ein deutscher Zahnarzt.

## Herkunft
Seine Eltern waren der Konditor Wilhelm Müller (1864–1947) und dessen Ehefrau Anna Vergen (1866–1950).

## Leben
1917 legte er am Gymnasium in Opladen die Reifeprüfung ab. Danach leistete er Kriegsdienste. Ab dem Sommersemester 1918 studiert er Zahnmedizin an der Universität Marburg. Er wurde Mitglied der Marburger Burschenschaft Germania, aus der er zusammen mit seinen Söhnen wegen der sogenannten Petri-Affäre und der rechtslastigen Tendenzen in der Altherrenschaft der Germania 1957 austrat. Nachdem er dort das Physikum abgelegt hatte, ging er nach Leipzig und erhielt an der dortigen Universität nach dem Examen 1922 die zahnärztliche Approbation.
Er war 1953 an der Gründung des „Bundesverbandes deutscher Zahnärzte“ (BDZ) (später: Bundeszahnärztekammer) beteiligt und wurde auch im gleichen Jahr dessen erster Präsident. 1954 wurde er zudem 1. Vorsitzender der Kassenzahnärztlichen Bundesvereinigung (KZBV) und schuf in diesen Ämtern die Voraussetzungen für die auch heute noch existierende standes- und berufspolitische Vertretung der Zahnärzteschaft. Zu nennen sind hier vor allem die Verabschiedung des Kassenarztgesetzes und die Einführung der Bundesgebührenordnung.
Daneben war er um das internationale Ansehen der deutschen Zahnärzte bemüht. 1952 wurde die Fortsetzung der seit der NS-Herrschaft unterbrochenen Mitgliedschaft Deutschlands in der Fédération Dentaire Internationale beschlossen, deren Präsident er als erster Deutscher nach dem Zweiten Weltkrieg 1963–1965 war und deren Weltkongress er 1962 nach Köln holte.

## Ehrungen
- Bundesverdienstkreuz 1953
- Großes Bundesverdienstkreuz 1959
- L´Ordre de la Santé publique
- Hermann-Euler-Medaille
- Hermann-Kümmell-Gedenkmünze;
- Ehrenmitglied der American Dental Association (ADA)
- Ehrenmitglied der Fédération Dentaire Nationale Française
- Ehrenmitglied der Schweizerischen Zahnärzte-Gesellschaft (SSO)
- Mitglied der Royal Society of Medicine (RSM)

## Familie
Müller heiratete 1930 Marianne Dethlefsen, das Paar hatte mehrere Kinder:
- Wilhelm Christian (* 1931), Kieferorthopäde
- Klaus (* 1934), Rechtsanwalt
- Ursula (* 1936), Kieferorthopädin
- Erich (* 1938), Braumeister